# Dana DeLorenzo
Dana Rose DeLorenzo (Youngstown, 1º gennaio 1983) è un'attrice e conduttrice radiofonica statunitense.

## Biografia
Figlia di Phyllis e Jerry, inizia la carriera da bambina come attrice radiofonica per il negozio d'abbigliamento del padre. Il primo spettacolo è all'età di 11 anni in un piano cabaret. Consegue nel 2005 la laurea in scienze delle comunicazioni alla DePaul University. Nel 2012 entra nel cast del The Late Late Show with Craig Ferguson nel ruolo di Beth. Dal 2015 raggiunge la popolarità nel ruolo di Kelly Maxwell nella serie televisiva Ash vs Evil Dead.

## Filmografia parziale

### Cinema
- Rehearsal Time, regia di Rick Ramirez - cortometraggio (2004)
- A Very Harold & Kumar 3D Christmas, regia di Todd Strauss-Schulson (2011)
- The Mole Man of Belmont Avenue, regia di Mike Bradecich e John LaFlamboy (2013)
- The Mad Ones, regia di Aniruddh Pandit (2016)

### Televisione
- 2 Broke Girls - serie TV, episodio 1x02 (2011)
- Workaholics - serie TV, episodio 3x04 (2012)
- Growing Up Fisher - serie TV, episodio 1x07 (2014)
- Californication - serie TV, episodio 7x12 (2014)
- Ash vs Evil Dead - serie televisiva, 30 episodi (2015-2018)
- Will & Grace - serie TV, episodio 9x11 (2018)
- 9-1-1: Lone Star - serie TV, 2 episodi (2024-2025)

## Doppiatrici italiane
Nelle versioni in italiano delle opere in cui ha recitato, Dana DeLorenzo è stata doppiata da:
- Angela Brusa in Ash vs Evil Dead
- Gianna Gesualdo in 9-1-1: Lone Star (ep. 5x09)
- Michela Alborghetti in 9-1-1: Lone Star (ep. 5x12)